# Tô pô vi phân
Trong toán học, tô pô vi phân là lĩnh vực nghiên cứu về những hàm số khả vi trên đa tạp khả vi. Nhánh này có mối liên hệ gần gũi với hình học vi phân và hai lĩnh vực này cùng nhau tạo thành lý thuyết hình học của những đa tạp khả vi.